# Tour d’Indonesia 2011
Die 7. Tour d’Indonesia (offiziell: Speedy Tour d’Indonesia, dt.: Indonesien-Rundfahrt) fand vom 2. bis zum 12. Oktober 2011 in Indonesien statt. Das Rennen gehörte zur UCI Asia Tour 2012, wo es das erste Rennen der Saison war, und war dort in die Kategorie 2.2 eingestuft. Damit erhielten die ersten acht Fahrer der Gesamtwertung und die ersten drei jeder Etappe sowie der Träger des Gelben Trikots des Gesamtführenden nach jeder Etappe Punkte für die America-Rangliste.
Gesamtsieger des Etappenrennens wurde der Australier Eric Sheppard (Plan B Racing Team). Er siegte mit 17 Sekunden Vorsprung auf den Zweitplatzierten
Deutschen Christoph Springer vom deutschen Team Halanke.de-Öschelbronn. Das Podium wurde komplettiert von Chun Hing Chan aus Hongkong.

## Teilnehmer
Am Start standen zehn einheimische indonesische Mannschaften sowie neun ausländische Teams, unter anderem aus Australien, Malta und Malaysia, das mit dem Terengganu Cycling Team auch das einzige Continental Team der Rundfahrt stellte. Mit dem Elite Team Halanke.de-Öschelbronn nahm auch eine Amateurmannschaft aus Deutschland an der Indonesien-Rundfahrt teil.
| Continental Teams Terengganu Cycling Team Nationalmannschaften Malaysia Hongkong | Sonstige Teams aus dem Ausland OCBC Singapura Cycling Team Colossi-CCN Plan B Racing Team Eddy Hollands Bicycle Global Cycling Team Halanke.de-Öschelbronn | Sonstige Teams aus Indonesien WSP Management-Jogjakarta Team ISSI Bali Polygon Sweet Nice Customs Cycling Club Binongbaru Club Pessel | Araya Indonesia Cycling Team Jatayu Cycling Team Putra Perjuangan Kutai Kertanegara Telkom Cycling Team |

## Etappen
| Etappe | Tag         | Start–Ziel               | km      | Typ        | Etappensieger         | Gesamtführender       |
| ------ | ----------- | ------------------------ | ------- | ---------- | --------------------- | --------------------- |
| 1.     | 2. Oktober  | Rundkurs Jakarta         | 98      |            | Edmunds John Hollands | Edmunds John Hollands |
| 2.     | 3. Oktober  | Bandung – Ciamis         | 112,7   |            | Wong Kam Po           | Wong Kam Po           |
| 3.     | 4. Oktober  | Ciamis – Cirebon         | 114,7   |            | Ying Hon Yeung        | Shinichi Fukushima    |
| 4.     | 5. Oktober  | Tegal – Semarang         | 159,7   |            | Eric Sheppard         | Shinichi Fukushima    |
| 5.     | 6. Oktober  | Semarang – Surakarta     | 127,4   |            | Dani Lesmana          | Bambang Suryadi       |
| R      | 7. Oktober  | 1. Ruhetag               | Ruhetag | 1. Ruhetag | 1. Ruhetag            | Bambang Suryadi       |
| 6.     | 8. Oktober  | Surakarta – ?            | 123,4   |            | Wim Botman            | Bambang Suryadi       |
| 7.     | 9. Oktober  | Madiun – Surabaya        | 160,3   |            | Mohd Shahrul Mat Amin | Bambang Suryadi       |
| 8.     | 10. Oktober | Probolinggo – Banyuwangi | 185,1   |            | Shinichi Fukushima    | Bambang Suryadi       |
| 9.     | 11. Oktober | Gilimanuk – Kintamani    | 137,7   |            | Harm de Vries         | Eric Sheppard         |
| 10.    | 12. Oktober | Kintamani – Denpasar     | 97      |            | Shinichi Fukushima    | Eric Sheppard         |